# 安東·薩勒圖森
安東·薩勒圖森（英語：Anton Salétros；1994年4月12日—）是一位瑞典足球運動員。在場上的位置是中場。他現在效力於挪威足球超級聯賽球隊薩普斯堡足球俱樂部。他的父親是匈牙利人，母親是瑞典人。